# 水木しげるの妖怪事典
『水木しげるの妖怪事典』（みずきしげるのようかいじてん）は、東京堂出版から出版された水木しげるによる妖怪の解説書および画集。1981年から2000年の間にシリーズ6作が出版された。本項ではシリーズ全般についても触れる。

## 概要
『水木しげるの妖怪事典』をはじめとするシリーズは横長のA5判変形ハードカバーで、右ページに解説、左ページに絵という構成で組まれている。当初は函入りの書籍だったが、シリーズ5冊目の『水木しげるの中国妖怪事典』から函のない体裁に変わり、先の4作品もその後の重版から同様の体裁に変更された。
シリーズの内容としては、『水木しげるの妖怪事典』（正・続）では日本各地の妖怪が描かれており、これらは水木による一つの成果として、日本の俗信信仰の資料としての価値を備えると言われている。『水木しげるのあの世の事典』は世界の冥界や地獄に関する伝承を地域別に紹介している。チベットやエジプトの『死者の書』、日本の『往生要集』、ダンテの『神曲』など、宗教や神話について多岐に触れている。『水木しげるの世界妖怪事典』（正・続）は世界各地の神話などから妖精や精霊なども含めて描かれており、正編ではヨーロッパ、続編ではアジアのものが多い。『水木しげるの中国妖怪事典』は『山海経』や『捜神記』をはじめとする中国の古典や、民間信仰に関する妖怪などが描かれている。
水木は1981年頃から仕事が極端に減り、3年間ほど連載が無い状態が続く。その間、出版の見込みは無かったがアシスタントに妖怪画の制作を手伝ってもらい、膨大な数の妖怪画が蓄積されていった。本書はこのような経緯の後に出版され、息の長いシリーズへと繋がっていった。

## シリーズ一覧
- 『水木しげるの妖怪事典』、1981年9月、ISBN 4-490-10149-X
- 『水木しげるのあの世の事典』、1983年6月、ISBN 4-490-10168-6
- 『水木しげるの続・妖怪事典』、1984年7月、ISBN 4-490-10179-1
- 『水木しげるの世界妖怪事典』、1985年7月、ISBN 4-490-10199-6
- 『水木しげるの中国妖怪事典』、1990年10月、ISBN 4-490-10282-8
- 『水木しげるの続・世界妖怪事典』、2000年9月、ISBN 4-490-10555-X

## 備考
- ドラマ『ゲゲゲの女房』の「妖怪はどこへ消えた?」の回で、スランプに陥った茂が妖怪・小豆洗いとの遭遇を契機に『水木しげるの妖怪事典』の制作を始めるエピソードが描かれた。また、次回の「人生は活動写真のように」では茂の父が『水木しげるのあの世の事典』を愛読している。ドラマ内では『水木しげるの続・妖怪事典』の制作過程までが描かれた。